# Линейный кроссворд
Чайнворд (англ. chain — цепь, англ. word — слово) — вид кроссвордов, в которых, как следует из названия, пересечение слов представляет собой линию (то есть цепь). Поэтому второе распространенное название — линейный кроссворд.

## Внешний вид
Наиболее распространенная форма — выстроенные в ряд буквы. Чаще всего буквы строятся вдоль прямой, но иногда цепочку изгибают, с целью придать кроссворду определённую форму. Особым случаем линейного кроссворда является двойной линейный кроссворд.

## Правила
Цепочка слов строится методом стыкования, где последняя часть предыдущего слова является первой частью следующего. Если два соседних слова имеют общей лишь одну букву, то такую сетку, как правило, оформляют по принципу кроссвордной, внося в клетку с первой буквой очередного слова номер соответствующего данному слову вопроса. Иногда в таком кроссворде общими может быть и большее количество букв. В этом случае их длина указывается в скобках при определении к слову.
Если же слово делится соседними пополам, общая цепочка превращается в две одинаковых цепочки из разных слов, различающиеся только разбивкой. Например, цепочка «ЛистопадРесторанТракт», в другой разбивке превращающаяся в «ЛисТопАдресТорАнтракт». Сетку такого линейного кроссворда принято оформлять по сканвордному принципу, внося соответствующий слову вопрос непосредственно в саму сетку.
Как следствие, к первому типу сетки ответы, как и вопросы, принято оформлять текстовым блоком; тогда как ко второму — вопросы и ответы обычно оформляются двумя графическими объектами.

## Кроссчайнворд
Длинная изогнутая цепочка может неоднократно пересекать саму себя, как слова в кроссворде — такая головоломка обычно называется кроссчайнвордом. В чайнворде, как и в кроссворде, обычно принято использовать только имена существительные в именительном падеже и единственном числе. Однако в последнее время составители нередко отходят от этого правила, допуская, в частности, употребление слов во множественном числе, если в качестве определения используется, например, расхожая фраза, фольклор, название известного фильма, книги и т. п.

## Двойной линейный кроссворд
Особым случаем линейного кроссворда является двойной линейный кроссворд. Данный вид кроссворда представляет собой ряд выстроенных в столбцы слов, определённый номер букв которых выстраивается в пословицы. Иными словами, в двойном линейном кроссворде пересечение слов не является буквальным. Слова в нём располагаются параллельно друг другу, по направлению сверху вниз. При этом все слова пересекаются пословицами. Наиболее распространенным видом такой головоломки является именно двойной линейный кроссворд, у которого, как видно из названия, таких пословиц две.